# Raúl Mesa
Raúl Mesa Lite (Zaragoza, 16 april 1982) is een Spaans beachvolleyballer. Hij werd met Pablo Herrera eenmaal Europees kampioen en nam een keer deel aan de Olympische Spelen.

## Carrière

### 2001 tot en met 2008
Mesa debuteerde in 2001 in de FIVB World Tour met Pablo Herrera. Het duo was actief op twee reguliere wedstrijden en nam verder deel aan de wereldkampioenschappen onder 21 in Le Lavandou waar het de zilveren medaille won. Het jaar daarop behaalden ze de wereldtitel onder 21 in Catania en deden ze mee aan een toernooi in Cádiz. In 2003 speelde hij achtereenvolgens met Javier Bosma en Manuel Carrasco in totaal zes reguliere wedstrijden in de World Tour met een negende plaats op Mallorca als beste resultaat. Met Carrasco nam hij bovendien deel aan de WK in Rio de Janeiro; na drie nederlagen was de groepsfase het eindstation. Het daaropvolgende seizoen partnerde Mesa voor zes wedstrijden met Javier Luna – twee zeventiende plaatsen als beste resultaat. Eind 2004 vormde Mesa opnieuw een team met Herrera en namen ze deel aan het Open-toernooi van Rio de Janeiro.
Het jaar daarop waren ze actief op tien reguliere toernooien in de mondiale competitie waarbij vier negende plaatsen (Shanghai, Stavanger, Stare Jabłonki en Salvador) het hoogst haalbare was. Bij de WK in Berlijn verloren ze in de tweede ronde van het Estse duo Kristjan Kais en Rivo Vesik waarna ze in de eerste herkansingsronde definitief werden uitgeschakeld door de Oostenrijkers Nik Berger en Clemens Doppler. In Moskou wonnen Mesa en Herrera daarentegen de Europese titel ten koste van de Zwitsers Patrick Heuscher en Stefan Kobel. Het duo speelde in 2006 acht wedstrijden in de World Tour met een vijfde plaats in Klagenfurt als beste resultaat. Bij de EK in Den Haag wisten ze hun titel niet te prolongeren nadat ze in de vierde ronde van de herkansing werden uitgeschakeld door de Zwitserse broers Martin en Paul Laciga.
Het daaropvolgende jaar namen Mesa en Herrera deel aan elf reguliere toernooien in het internationale beachvolleybalcircuit. Ze eindigden eenmaal als vierde (Roseto degli Abruzzi), eenmaal als vijfde (Parijs) en driemaal als negende (Manamah, Stavanger en Klagenfurt). In Gstaad bereikte het duo bij de WK de achtste finale waar het opnieuw verloor van Kais en Vesik. Bij de EK in eigen land waren de Belgen Tim Joossen en Steve Roelandt in de tweede herkansingsronde te sterk. In 2008 waren Mesa en Herrera actief op dertien toernooien in de World Tour en boekten een overwinning in Kristiansand en een derde plaats in Berlijn. Bij de Olympische Spelen in Peking werden ze in de achtste finale uitgeschakeld door de Amerikanen Jacob Gibb en Sean Rosenthal, waardoor ze op een gedeelde negende plaats eindigden. Bij de EK in Hamburg strandden ze in de vijfde ronde van de herkansing tegen de Russen Dmitri Barsoek en Igor Kolodinski. In het najaar speelde Mesa nog drie wedstrijden met Adrián Gavira met onder meer een zevende plaats in Manamah als resultaat.

### 2009 tot en met 2018
Een jaar later wisselde Mesa van partner naar Inocencio Lario met wie hij tot 2012 een team zou vormen. Bij de WK in Stavanger bereikten ze de zestiende finale die verloren werd van de Franse broers Andy en Kevin Cès. In de World Tour kwamen ze bij twaalf toernooien verder tot twee negende plaatsen (Moskou en Sanya). Bij de EK in Sotsji bleven ze na een overwinning en twee nederlagen steken in de groepsfase. Het seizoen daarop speelden het duo twaalf mondiale wedstrijden met een negende plaats in Marseille als beste resultaat. Bij de EK in Berlijn eindigden Mesa en Lario als vierde nadat de halve finale verloren werd van het Oostenrijkse duo Doppler en Matthias Mellitzer en de wedstrijd om het brons van Mārtiņš Pļaviņš en Jānis Šmēdiņš uit Letland. In 2011 bereikten ze bij de WK in Rome de zestiende finale waar ze werden uitgeschakeld door de latere winnaars Alison Cerutti en Emanuel Rego. Bij de overige tien toernooien in de World Tour was een dertiende plaats in Quebec de hoogste notering. Het jaar daarop kwamen ze bij zeven FIVB-toernooien niet verder dan twee zeventiende plaatsen (Brasilia en Stare Jabłonki).
Na een pauze van een jaar deed Mesa in 2014 en 2015 met verschillende partners mee aan toernooien in de Spaanse competitie. In 2016 speelde hij voornamelijk met Javier Monfort en nam hij deel aan twee internationale toernooien. Vervolgens vormde hij twee jaar een team met Christian García. Ze waren met name actief in het nationale beachvolleybalcircuit en namen deel aan enkele (kleinere) toernooien in de World Tour. Zo behaalden ze vijfde plaatsen in Langkawi, Agadir en Aydın. In juli 2018 speelde Mesa zijn laatste internationale wedstrijd. Hij bleef met verschillende partners in de Spaanse competitie spelen.

## Palmares
Kampioenschappen
- 2001:  WK U21
- 2002:  WK U21
- 2005:  EK
- 2007: 9e WK
- 2008: 9e OS

FIVB World Tour
- 2008:  Grand Slam Berlijn
- 2008:  Kristiansand Open